# Because the Night (10,000 Maniacs)
Because the Night è un singolo dei 10,000 Maniacs del 1993, cover dell'omonimo brano di Patti Smith.

## Classifiche
| Classifica (1993)                             | Massima posizione |
| --------------------------------------------- | ----------------- |
| UK                                            | 65                |
| U. S. Billboard Hot 100                       | 11                |
| U. S. Billboard Hot Modern Rock Tracks        | 7                 |
| U. S. Billboard Top 40 Mainstream             | 7                 |
| Classifica (1994)                             | Massima posizione |
| U. S. Billboard Hot Adult Contemporary Tracks | 9                 |